# Zarza de Granadilla (kommun)
Zarza de Granadilla är en kommun i Spanien.   Den ligger i provinsen Provincia de Cáceres och regionen Extremadura, i den centrala delen av landet, 200 km väster om huvudstaden Madrid. Antalet invånare är 1 850.